# Atlus
Atlus és una empresa de videojocs fundada en 1991 i amb seu a Setagaya, Tòquio (Japó). Entre les seues sagues més reconegudes se troben Tactics Ogre (sols publicació), Shin Megami Tensei (publicació i desenvolupament), Nekketsu Kouha: Kunio-Kun (saga japonesa que en Occident fou coneguda individualment com a Renegade, Super Dodge Ball, River City Ransom, entre altres) i Double Dragon (quins drets foren comprats per la difunta Technos Japan), Snowboard Kids i Trauma Center.
Les seues oficines americanes estan en Califòrnia, i les japoneses en Tòquio.

## Jocs desenvolupats per Atlus
- ADVAN Racing
- Amazing Tater
- Bio-Senshi Dan: Increaser to no Tatakai
- Bonk's Adventure
- deSpiria
- Devil Summoner: Soul Hackers
- Digital Devil Monogatari - Megami Tensei
- Digital Devil Monogatari - Megami Tensei II
- Dungeon Explorer
- Etrian Odyssey
- Etrian Odyssey II: Heroes of Lagaard
- Gaiden Megami Tensei: Tokyo Mokushiroku
- Golf Grand Slam
- Gouketsuji Ichizoku 2: Chottodake Saikyou Densetsu
- Groove on Fight: Gouketsuji Ichizoku 3
- Growlanser Generations
- Growlanser Generations (Deluxe Edition)
- Hellnight
- Imadoki no Vampire: Bloody Bride
- Jack Bros.
- Kartia: The Word of Fate
- Kwirk
- Kyuuyaku Megami Tensei
- The Legendary Axe II
- Luminous Arc
- Lunacy
- Majin Tensei
- Majin Tensei II: Spiral Nemesis
- Majin Tensei: Ronde
- Maken Shao: Demon Sword
- Maken X
- Megami Ibunroku Devil Survivor
- Megami Tensei Gaiden: Last Bible Special
- Metal Saga: Sajin no Kusari
- My World, My Way
- Persona
- Persona 2: Eternal Punishment
- Persona 2: Innocent Sin
- Power Instinct
- Princess Crown
- Purikura Daisakus
- Rockin' Kats
- Rondo of Swords
- Shin Megami Tensei
- Shin Megami Tensei If...
- Shin Megami Tensei II
- Shin Megami Tensei III: Nocturne
- Shin Megami Tensei Nine
- Shin Megami Tensei: Devil Children: Black Book/Red Book
- Shin Megami Tensei: Devil Children: Messiah Riser
- Shin Megami Tensei: Devil Summoner
- Shin Megami Tensei: Devil Summoner: Raidou Kuzunoha vs. The Soulless Army
- Shin Megami Tensei: Devil Summoner Special Box
- Shin Megami Tensei: Digital Devil Saga
- Shin Megami Tensei: Digital Devil Saga 2
- Shin Megami Tensei: Nocturne
- Shin Megami Tensei: Persona 3
- Shin Megami Tensei: Persona 3 FES
- Shin Megami Tensei: Persona 4
- Snow Break
- Somer Assault
- Stella Deus: The Gate of Eternity
- Super Dodge Ball Advance
- Super Widget
- Trauma Center: New Blood
- Trauma Center: Second Opinion
- Trauma Center: Under the Knife
- Trauma Center: Under the Knife 2
- Wacky Races
- Widget

## Jocs distribuïts per Atlus
- Arcade games
  - Blazeon 1992
  - Oh My God! 1993
  - Power Instinct 1993
  - Hebereke no Popoon 1994
  - Power Instinct 2 1994
  - Naname De Magic! 1994
  - DonPachi 1995
  - Power Instinct Legends 1995
  - DoDonPachi 1997
  - Groove On Fight 1997
  - ESP Ra.De. 1998
  - Guwange 1999

- Nintendo Entertainment System
  - Golf Grand Slam 31 de gener de 1991
  - Rockin' Kats setembre de 1991
  - Widget 1 novembre de 1992
  - Wacky Races 25 de desembre de 1992

- Game Boy
  - Amazing Tater 24 novembre de 1989 (Puzzle Boy en Japó)
  - Kwirk 1990 (Puzzle Boy II en Japó)
  - Cosmo Tank 8 de juny de 1990
  - Pocket Stadium 28 de desembre de 1990
  - Spud's Adventure 1991
  - Wacky Races 27 de març de 1992
  - Megami Tensei Gaiden: Last Bible II 13 novembre de 1993
  - Megami Tensei Gaiden: Another Bible 3 de març de 1995
  - Purikura Pocket Octubre 17, 1997
  - Purikura Pocket 2 29 novembre 29, 1997

- Game Boy Color
  - Purikura Pocket 3 28 de desembre de 1998
  - Hamster Paradise 26 de febrer de 1999
  - Revelations: The Demon Slayer 19 de març de 1999
  - Megami Tensei Gaiden: Last Bible II 16 d'abril de 1999
  - GuruGuru Garakutaz 10 de setembre de 1999
  - Hamster Paradise 2 17 de març de 2000
  - Tanimura Hitoshi no Don Quixote ga Iku 11 d'agost de 2000
  - Shin Megami Tensei: Devil Children 17 novembre de 2000
  - Robopon Sun 14 de desembre de 2000
  - Hamster Paradise 3 15 de desembre de 2000
  - Devil Children: Card Summoner 27 de juliol de 2001
  - Hamster Paradise 4 28 de setembre de 2001

- Sega Genesis
  - Crusader of Centy 16 de juny de 1994
  - Power Instinct 18 de novembre de 1994

- Super Nintendo Entertainment System
  - BlaZeon 1992
  - GP-1 1993
  - Run Saber 8 de juny de 1993
  - World Soccer '94: Road to Glory 1 de desembre de 1993
  - Super Widget 31 de desenvre de 1993
  - Pieces desembre de 1994
  - Power Instinct 14 d'octubre de 1994
  - Super Valis IV 1994
  - GP-1: Part II 15 de juny de 1994
  - Megami Tensei Gaiden: Last Bible III 1995

- Sega Saturn
  - Groove on Fight 1994
  - Virtual Hydlide 17 d'abril de 1995
  - High Velocity: Mountain Racing Challenge 10 de novembre de 1995
  - Lunacy 26 de maig de 1997

- Virtual Boy
  - Jack Bros. 1995

- PlayStation
  - Space Griffon 1 de juny de 1997
  - Persona 25 d'octubre de 1997
  - Ogre Battle: Limited Edition 17 de novembre de 1997
  - Peak Performance 17 de novembre de 1997
  - Tactics Ogre 1 de maig de 1998
  - Kartia 18 d'agost de 1998
  - Trap Gunner 24 de setembre de 1998
  - Bomberman World 25 de setembre de 1998
  - Hell Night 1998
  - Guilty Gear 10 de novembre de 1998
  - Advan Racing 19 de novembre de 1998
  - Eggs of Steel 19 de novembre de 1998
  - Brigandine: The Legend of Forsena 20 de febrer de 1999
  - Bomberman Fantasy Race 27 de juliol de 1999
  - Thousand Arms 30 de setembre de 1999
  - Tail Concerto 25 d'octubre de 1999
  - Rhapsody: A Musical Adventure 30 de juliol de 2000
  - Persona 2: Eternal Punishment 30 de novembre de 2000
  - Hoshigami: Ruining Blue Earth 1 d'agost de 2001
  - Sol Divide 1 de desembre de 2002

- Nintendo 64
  - Snowboard Kids 15 de març de 1998
  - Snowboard Kids 2 2 de març de 1999
  - Ogre Battle 64: Person of Lordly Caliber 5 d'octubre de 2000

- Dreamcast
  - Maken X 26 d'abril de 2000
  - deSPIRIA 21 de setembre de 2000

- PlayStation 2
  - Maken Shao: Demon Sword 7 de juny de 2001
  - Tsugunai: Atonement 19 de novembre de 2001
  - Wizardry: Tale of the Forsaken Land 10 de desembre de 2001
  - SkyGunner 25 de juny de 2002
  - Dual Hearts 23 de setembre de 2002
  - Hard Hitter Tennis 8 de novembre de 2002
  - Disgaea: Hour of Darkness 26 d'agost de 2003
  - Shin Megami Tensei: Nocturne 14 d'octubre de 2004
  - Choro Q 27 d'octubre de 2004
  - Stella Deus: The Gate of Eternity 26 d'abril de 2005
  - Shin Megami Tensei: Digital Devil Saga 5 d'abril de 2005
  - Samurai Western 7 de juny de 2005
  - Shin Megami Tensei: Digital Devil Saga 2 4 d'octubre de 2005
  - Magna Carta: Tears of Blood 16 de novembre de 2005
  - Metal Saga 25 d'abril de 2006
  - Steambot Chronicles 23 de maig de 2006
  - Rule of Rose 29 d'agost de 2006
  - Shin Megami Tensei: Devil Summoner: Raidou Kuzunoha vs. The Soulless Army 10 d'octubre de 2006
  - Odin Sphere 28 de maig de 2007
  - Persona 3 14 d'agost de 2007
  - Growlanser: Heritage of War 18 de setembre de 2007
  - Baroque 8 d'abril de 2008
  - Arcana Heart 8 d'abril de 2008
  - Persona 3 FES 22 d'abril de 2008
  - Dokapon Kingdom 18 d'octubre de 2008
  - Eternal Poison 11 de novembre de 2008
  - Persona 4 9 de diciembre de 2008[1] (Japó: 10 de juliol de 2008)
  - Shin Megami Tensei: Devil Summoner 2: Raidou Kuzunoha vs. King Abaddon 12 de maig de 2009

- Game Boy Advance
  - Super Dodge Ball Advance 11 de juny de 2001
  - Tactics Ogre: The Knight of Lodis 6 de maig de 2002
  - Robopon 2: Cross Version 12 de juny de 2002
  - Robopon 2: Ring Version 12 de juny de 2002
  - Lufia: The Ruins of Lore 6 de maig de 2003
  - Devil Children: Puzzle de Call 5 de juliol de 2003
  - Shining Soul 16 de setembre de 2003
  - DemiKids: Dark Version 7 d'octubre de 2003
  - DemiKids: Light Version 7 d'octubre de 2003
  - Double Dragon Advance 18 de novembre de 2003
  - King of Fighters EX2: Howling Blood 15 de desembre de 2003
  - Shining Soul II 20 d'abril de 2004
  - River City Ransom EX 25 de maig de 2004
  - Shining Force: Resurrection of the Dark Dragon 8 de juny de 2004
  - Devil Children: Messiah Riser 4 de novembre de 2004
  - Super Army War 22 de febrer de 2005
  - Riviera: The Promised Land 28 de juny de 2005
  - Battle B-Daman 25 de juliol de 2006
  - Summon Night: Swordcraft Story 25 de juliol de 2006
  - Super Robot Taisen: Original Generation 8 d'agost de 2006
  - Battle B-Daman 2: Fire Spirits 26 de setembre de 2006
  - Summon Night: Swordcraft Story 2 17 d'octubre de 2006
  - Yggdra Union 24 d'octubre de 2006
  - Polarium Advance 14 de novembre de 2006
  - Super Robot Taisen: Original Generation 2 21 de novembre de 2006

- Xbox
  - Shin Megami Tensei: NINE 5 de desembre de 2002
  - Galleon 4 d'agost de 2004
  - Pro Fishing Challenge 31 d'agost de 2004

- Nintendo GameCube
  - Cubivore: Survival of the Fittest 11 de novembre de 2002
  - Go! Go! Hypergrind 18 de novembre de 2003

- Nintendo DS
  - Puyo Pop Fever 3 de mayo de 2005
  - Trauma Center: Under the Knife 4 d'octubre de 2005
  - SBK: Snowboard Kids DS 22 de novembre de 2005
  - Deep Labyrinth 15 d'agost de 2006
  - Contact 17 d'octubre de 2006
  - Touch Detective octubre de 2006
  - Bomberman Land Touch! 17 de noviembre de 2006
  - Etrian Odyssey May 16, 2007
  - Izuna: Legend of the Unemployed Ninja 20 de febrer de 2007
  - Luminous Arc 14 de agosto de 2007
  - Touch Detective 2 1/2 9 d'octubre de 2007
  - Ontamarama 6 de novembre de 2007
  - Draglade 4 de desembre de 2007
  - Rondo of Swords 15 d'abril de 2008
  - Drone Tactics 13 de maig de 2008
  - Summon Night: Twin Age 3 de juny de 2008
  - Etrian Odyssey II: Heroes of Lagaard 16 de juny de 2008
  - Trauma Center: Under the Knife 2 1 de juliol de 2008 (Japó: 7 d'agost de 2008)
  - Izuna 2: The Unemployed Ninja Returns 22 de juliol de 2008
  - Master of the Monster Lair 21 d'octubre de 2008
  - Luminous Arc 2 Will 18 de novembre de 2008
  - My World, My Way 3 de febrer de 2009
  - Legacy of Ys: Books I & II 24 de febrer de 2009
  - Tokyo Beat Down 31 de març de 2009
  - The Dark Spire 14 d'abril de 2009
  - Dokapon Journey 14 d'abril de 2009
  - 101-in-1 Explosive Megamix 21 d'abril de 2009
  - Steal Princess 21 d'abril de 2009
  - Super Robot Taisen OG Saga: Endless Frontier 28 d'abril de 2009
  - Knights in the Nightmare 2 de juny de 2009
  - Shin Megami Tensei: Devil Survivor 23 de juny de 2009

- PlayStation Portable
  - Monster Kingdom: Jewel Summoner 13 de febrer de 2007
  - Riviera: The Promised Land 10 de juliol de 2007
  - Yggdra Union: We'll Never Fight Alone 16 de setembre de 2008
  - R•Type Command 6 de maig de 2008
  - Class of Heroes 7 d'abril de 2009
  - Hammerin' Hero 7 d'abril de 2009
  - Crimson Gem Saga 26 de maig de 2009

- Wii
  - Trauma Center: Second Opinion 19 de novembre de 2006
  - Trauma Center: New Blood 20 de novembre de 2007
  - Baroque 8 d'abril de 2008
  - Dokapon Kingdom 18 d'octubre de 2008

- Xbox 360
  - Operation Darkness 24 de juny de 2008
  - Spectral Force 3: Innocent Rage 29 de juliol de 2008
  - Zoids Assault 26 d'agost de 2008

## Anime distribuït per Atlus
- Persona -trinity soul-